# Capitulación de Toledo de 1529

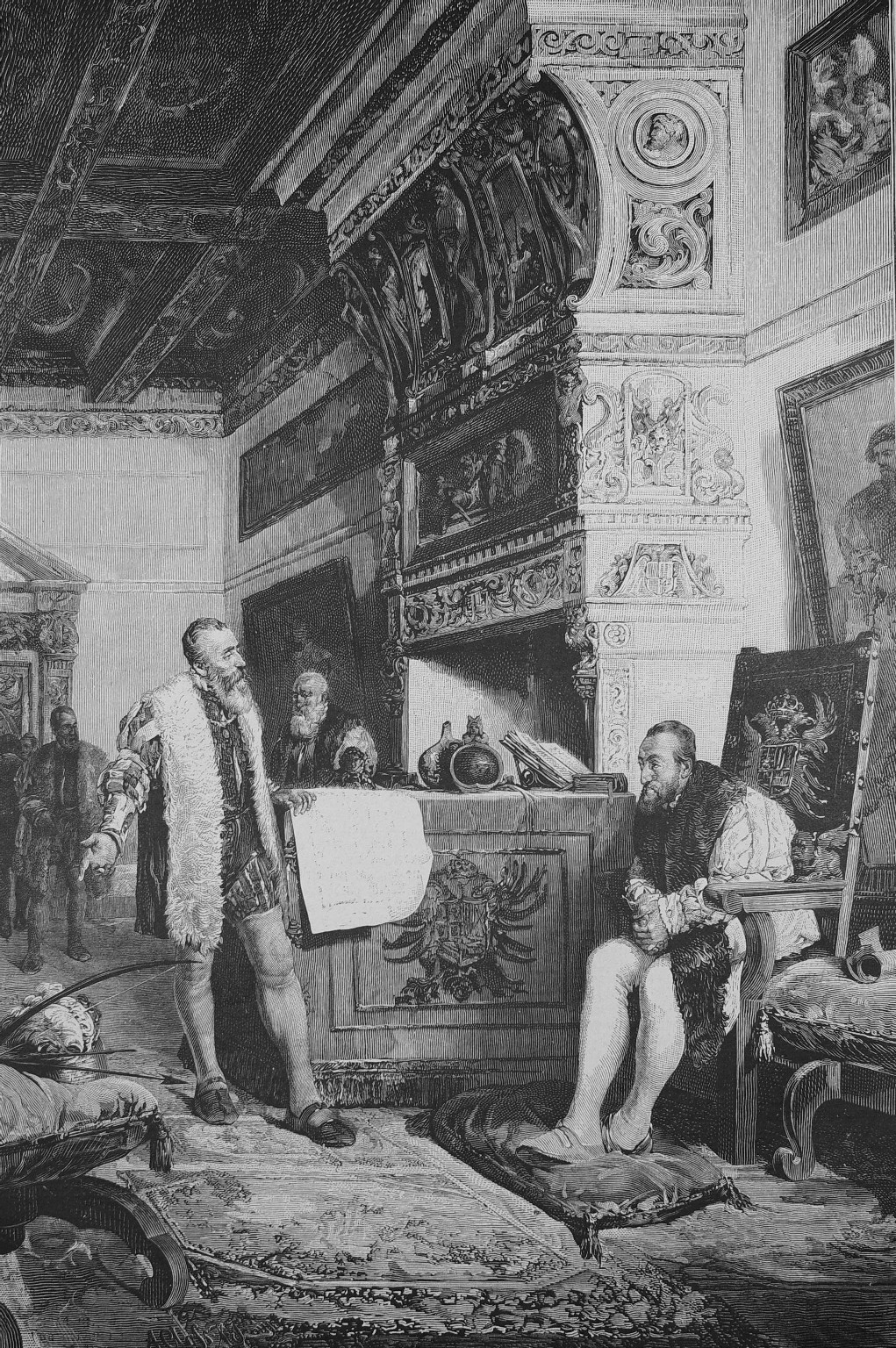
Grabado que representa al conquistador español Francisco Pizarro exponiendo ante el rey Carlos I de España las pruebas del descubrimiento del fabuloso Imperio de los incas.

La Capitulación de Toledo es un decreto real emitido el 26 de julio de 1529 en Toledo por la Corona de Castilla, por medio del cual se otorgaba un adelantamiento al conquistador español Francisco Pizarro, en el marco de la conquista y colonización española de América. Firmaron este documento la reina consorte Isabel de Portugal (con poderes delegados por mandato de su esposo, el rey Carlos I de España, que se hallaba ausente), el conde de Osorno, García Fernández Manrique (presidente del Consejo de Indias) y el doctor Diego Beltrán. 
Por esta Capitulación, Pizarro recibió la autorización para la conquista y población de la provincia del Perú o Nueva Castilla, desde el pueblo de Tenumpuela o Santiago en la desembocadura del río homónimo (costa de la actual provincia de Esmeraldas, Ecuador) hasta el pueblo de Chincha (costa del actual Perú); entre ambos puntos mediaba una distancia que se estimaba de 200 leguas (pero era cercana a las 257). Gran parte de esta área, que se extendía por la costa del entonces llamado mar del Sur, había sido ya descubierta y explorada por Pizarro y su socio, el capitán Diego de Almagro, en los cinco años anteriores a la firma de la capitulación. 
Desde el paralelo en el que terminaba la jurisdicción dada a Pizarro, se le otorgaban a Simón de Alcazaba y Sotomayor otras 200 leguas hacia el sur (hasta los 21°6,5' S), nombrándolo gobernador, capitán general, adelantado y alguacil mayor de la gobernación de Nueva León. Sin embargo, Alcazaba y Sotomayor no pudo realizar la expedición en un plazo de 5 años y el rey proyectó (entre 1530 y 1531) entregar los territorios desde Chincha hasta el estrecho de Magallanes a la Familia Fúcar del Sacro Imperio Romano Germánico. 
Este acuerdo significó el triunfo personal de Pizarro en desmedro de sus socios (Almagro y Hernando de Luque), debido a las enormes ventajas y beneficios que sacó de él. De este modo quedó legalizada y legitimada por la misma Corona española la conquista del Perú o del Tahuantinsuyo.

Por cuanto vos el capitán Francisco Pizarro, vecino de Tierra-Firme, llamada Castilla del Oro, por vos y en nombre del venerable padre don Fernando de Luque, maestreescuela y provisor dé la iglesia de Darien, sede vacante, que es en la dicha Castilla del Oro, y el capitán Diego de Almagro, vecino de la ciudad de Panamá, nos hicisteis relación que vos é los dichos vuestros compañeros, con desseo de nos servir e del bien e acrescentamiento de nuestra Corona real, puede aver cinco años, poco mas o menos, que con licencia e paresçer de Pedrarias Dávila, nuestro governador e capitán general que fué de la dicha Tierra Firme, tomastes cargo de ir a conquistar, descobrir e paçificar e poblar por la costa de la mar del Sur de la dicha Tierra, a la parte de levante,  (...) Yo La Reina.
(Fragmento)

## Historia
Tras realizar sus dos primeros viajes a lo largo de las costas del mar del Sur (Océano Pacífico), Francisco Pizarro regresó a Panamá y se reunió con sus socios Diego de Almagro y Hernando de Luque para hacer un balance de la empresa descubridora. Pizarro estaba convencido de haber descubierto un rico imperio y tenía consigo las pruebas que lo demostraban. Acordaron presentarse ante el gobernador de Castilla de Oro, Pedro de los Ríos, para solicitarle su ayuda a fin de culminar el trabajo ya iniciado. Pero De los Ríos (el mismo que enviará un navío a la isla del Gallo para recoger a los expedicionarios descontentos) reiteró su negativa, tal como había sido su posición desde el inicio de su gobierno, ya que consideraba excesivamente costosa en vidas dichas expediciones.
Los tres socios deliberaron y decidieron finalmente que Pizarro viajara a España para exponer el asunto directamente ante el emperador Carlos I. Ello, debido a que Pizarro, pese a ser iletrado, tenía porte y fluidez de palabra. Fue el mismo Almagro quien sugirió que Pizarro fuese a la corte, negándose él mismo a acompañarlo, ya que creía que su falta de modales y el hecho de ser tuerto podrían de alguna manera afectar negativamente al éxito de las negociaciones. Almagro se arrepentiría posteriormente de esta decisión.
Pizarro salió de Panamá en septiembre de 1528, cruzó el istmo y llegó a Nombre de Dios, en donde se embarcó rumbo a España. Le acompañaban el griego Pedro de Candía y el vasco Domingo de Soraluce (ambos del selecto grupo de los Trece de la Fama), así como algunos indígenas tallanes de Tumbes; llevaba también consigo camélidos sudamericanos, primorosos tejidos de lana, objetos de oro y plata y otras cosas que había recogido en sus viajes, para mostrarlas al soberano español, como pruebas de su descubrimiento. Antes de partir, prometió solemnemente velar no solo por sus propios intereses, sino también por los de sus dos socios y amigos.
Después de una travesía sin contratiempos, Pizarro arribó a Sevilla en marzo de 1529. No bien desembarcó, fue apresado por una demanda de deudas que le entabló el bachiller Fernández de Enciso, por un asunto que se remontaba a los primeros trabajos de Pizarro en la llamada Tierra Firme (costa atlántica de la actual Colombia). Carlos I, enterado de ello, ordenó que lo pusieran en libertad. Pizarro, junto con su comitiva, partió entonces hacia Toledo para entrevistarse con el monarca. Se dice también que su pariente, el conquistador Hernán Cortés, ya prestigiado por la conquista de México, lo vinculó con la corte. Pizarro fue recibido por Carlos I en Toledo, pero este monarca, que estaba a punto de partir a las Cortes de Monzón y de allí a Italia para ser coronado por el papa, dejó el asunto a manos del Consejo de Indias.
Fue así como Francisco Pizarro terminó negociando con el Consejo de Indias, presidido entonces por el conde de Osorno, García Fernández Manrique. Tanto Pizarro como el griego Candía expusieron sus razones ante los consejeros; Candía exhibió un paño donde había dibujado el plano de la ciudad de Tumbes. Estas negociaciones se trabaron porque, al parecer, Pizarro solicitó la gobernación del Perú para él y para Almagro, a lo que el Conde de Osorno se opuso, por la experiencia de Santa Marta, en donde dos conquistadores que habían ocupado el mismo cargo se habían enemistado y uno de ellos asesinado al otro. Por ello, Pizarro terminó aceptando la gobernación para él, desplazando a Diego de Almagro. 
Terminada la negociación, los consejeros redactaron las cláusulas del contrato entre la Corona y Pizarro, que la historia conoce como la Capitulación de Toledo. Ante la ausencia del rey Carlos I, la reina Isabel de Portugal firmó el documento el 26 de julio de 1529. Estamparon también sus firmas el conde de Osorno y el doctor Diego Beltrán, refrendando el escrito Juan Vásquez, secretario. Del otro lado, Pizarro, que era analfabeto, garabateó una señal a manera de rúbrica.

## Acuerdos de la Capitulación
1. Se autorizó a Francisco Pizarro el descubrimiento y conquista de toda la provincia del Perú o Nueva Castilla, situada desde el pueblo de Tempulla o Santiago (actual Ecuador) hasta 200 leguas al sur, terminando en el pueblo de Chincha (actual Perú).
2. Se dio a Pizarro los títulos de gobernador y capitán general de la provincia del Perú, así como los de alguacil mayor y adelantado, todos ellos cargos de por vida. También se le otorgó la facultad de encomendar indios y un sueldo anual de 725 000 maravedíes, a deducir de las propias rentas de las tierras conquistadas.
3. A Diego de Almagro se le concedió la gobernación de la fortaleza que debía elevarse en Tumbes, así como el título de hidalgo, con un salario de 5000 maravedíes al año y con una ayuda de gastos de 200 000 maravedíes de las rentas de la ciudad de Tumbes, sueldo demasiado inferior al otorgado a Pizarro.
4. Hernando de Luque recibió el Obispado de Tumbes y el título de «protector de los indios», con 1000 ducados de sueldo al año.
5. A los Trece de la Isla del Gallo se los elevó a la categoría de hidalgos de solar conocido, y a los que ya lo eran, se les concedió el título de “caballeros de la Espuela Dorada”.
6. Bartolomé Ruiz de Estrada fue nombrado «piloto mayor de la Mar del Sur», con 75 000 maravedíes de salario anual.
7. Pedro de Candía fue nombrado «artillero mayor del Perú» y Regidor de Tumbes.
8. A los vecinos y pobladores de la tierra descubierta se les exoneró del pago del diezmo de oro de las minas en los cinco primeros años, del almojarifazgo en los primeros seis años, y de la alcabala u otros tributos en los primeros en diez años, entre otros beneficios.
9. Pizarro debía salir a los seis meses a partir de la fecha del documento, y desde Panamá tenía otros seis meses para seguir a las tierras del Perú. Se le autorizaba a llevar 150 peninsulares, 100 que podían reclutar en América, llevar 50 esclavos negros, oficiales de la Real Hacienda, así como eclesiásticos y religiosos.
10. Pizarro tenía que sujetarse a todas las leyes y disposiciones que se habían dado para las Indias (nombre que por entonces se aplicaba a América), además de los que específicamente para su empresa se dieran.

## Complemento posterior
La capitulación de Toledo fue suplementada cinco años después por las Capitulaciones de 1534, que extendieron la distribución geográfica hacia el sur, sumando en total 270 leguas. En 1539 se creó una cuarta gobernación en torno al Estrecho de Magallanes y la zona ubicada inmediatamente al sur de dicho paso marítimo, a beneficio de Pedro Sánchez de la Hoz, denominada como la gobernación de la Terra Australis.